# Comuna Ghiroda, Timiș
Ghiroda (germană Giroda, Kiroda, maghiară Győröd) este o comună în județul Timiș, Banat, România, formată din satele Ghiroda (reședința) și Giarmata-Vii.

## Istorie
Prima atestare documentară a localității datează din 1332. La 1393 apare menționată într-un document cu numele villa Gyrod, ceea ce arată că avea o importanță ridicată.
Între Ghiroda și Remetea a existat în Evul Mediu și la începutul perioadei habsburgice, localitatea Deg, azi dispărută. La conscripția din 1717 apare cu 24 de case și denumirea Gironda. Contele Mercy a adus aici coloniști germani, iar satul a devenit româno-german. Mai târziu, contele Perlas a încercat să introducă la Ghiroda cultura orezului, dar nu a reușit datorită pământului cu substrat neargilos.
A aparținut de erariu (fisc) până în 1781, când a fost cumpărată de Mihai Sandor, iar până la 1896 a avut mai mulți proprietari privați. În secolul XIX s-au așezat coloniști maghiari și vatra satului s-a extins substanțial. În 1931, Ghiroda era comună și avea în subordine satele de români Crișan și Sever Bocu care mai târziu au intrat în componența vetrei localității.

## Stema
Stema oficială a comunei Ghiroda a fost adoptată de Guvern prin Hotărârea nr. 366/2013.
Aceasta se compune dintr-un scut triunghiular cu marginile rotunjite, tăiat. În partea superioară, în câmp albastru, se află o cruce bizantină de aur, flancată de două aripi de argint. În vârful scutului, câmpul auriu este străbătut de o bandă ondulată albastră. Scutul este timbrat de o coroană murală de argint cu un turn crenelat.
Semnificațiile elementelor însumate
Crucea de aur reprezintă cele 12 monumente creștine ridicate în cinstea eroilor piloților militari din cadrul unității de aviație care au căzut la datorie în cele două războaie mondiale, precum și în cinstea eroilor Revoluției din decembrie 1989.
Cele două aripi de argint se identifică cu activitatea Aeroportului Internațional "Traian Vuia" Timișoara.
Banda ondulată albastră simbolizează râul Bega, care străbate sudul localității, iar câmpul auriu reprezintă belșugul cerealelor cultivate în zonă.
Coroana murală cu un turn crenelat semnifică faptul că localitatea are rangul de comună.

## Localizare
Ghiroda situează în centrul județului Timiș, la mică distanță nord-est de municipiul Timișoara, cu care se învecinează. În practică Ghiroda este lipită de Timișoara. Este delimitată la sud de Canalul Bega. La vest se leagă de Timișoara cu două străzi care se continuă în țesutul urban al municipiului. La nord, Ghiroda are acces la drumul național DN6 care trece la mică distanță și pe care distanța până la Timișoara este de circa 5 km. Paralel cu drumul național trece calea ferată Timișoara - Lugoj, cu haltă la Ghiroda. La est se învecinează cu Remetea Mare (circa 6 km).

## Economie
Teritoriul comunei a cunoscut în ultimii ani o puternică dezvoltare edilitară datorată în special extinderii municipiului Timișoara și construirii de noi zone rezidențiale și de fabrici la periferia orașului.

## Politică
Comuna Ghiroda este administrată de un primar și un consiliu local compus din 15 consilieri. Primarul, Ionuț Stănușoiu[*], de la Partidul Național Liberal, este în funcție din 2016. Începând cu alegerile locale din 2024, consiliul local are următoarea componență pe partide politice:
|  | Partid                          | Consilieri | Componența Consiliului | Componența Consiliului | Componența Consiliului | Componența Consiliului | Componența Consiliului | Componența Consiliului | Componența Consiliului | Componența Consiliului | Componența Consiliului |
|  | ------------------------------- | ---------- | ---------------------- | ---------------------- | ---------------------- | ---------------------- | ---------------------- | ---------------------- | ---------------------- | ---------------------- | ---------------------- |
|  | Partidul Național Liberal       | 9          |                        |                        |                        |                        |                        |                        |                        |                        |                        |
|  | Alianța Dreapta Unită           | 3          |                        |                        |                        |                        |                        |                        |                        |                        |                        |
|  | Partidul Social Democrat        | 2          |                        |                        |                        |                        |                        |                        |                        |                        |                        |
|  | Alianța pentru Unirea Românilor | 1          |                        |                        |                        |                        |                        |                        |                        |                        |                        |

Primarul comunei, Cadariu Vasile Dorel, face parte din PNTCD iar viceprimarul Gref Florin din PDL. Consiliul Local este constituit din 15 consilieri, împărțiți astfel:
|  | Partid                                    | Consilieri | Componența | Componența | Componența | Componența |
|  | ----------------------------------------- | ---------- | ---------- | ---------- | ---------- | ---------- |
|  | Partidul Democrat Liberal (PDL)           | 4          |            |            |            |            |
|  | Partidul Social Democrat (PSD+ PC)        | 4          |            |            |            |            |
|  | Alianta Pentru Timis (PNTCD + PNL + FDGR) | 4          |            |            |            |            |
|  | Partidul Verde (PV)                       | 2          |            |            |            |            |
|  | Partidul Noua Generatie (PNG-CD)          | 1          |            |            |            |            |

## Cadrul fizio-geografic
Comuna Ghiroda este așezată în câmpia Timișului, în lunca canalului Bega.
Comuna de astăzi este alcătuită din două sate: Ghiroda - centrul comunal și Giarmata-Vii, satul aparținător comunei.
Față de principalul centru administrativ al județului - Timișoara, comuna Ghiroda se află în nord-estul acestuia, pe coordonatele geografice de 45°45' latitudine nordică și 21°19' longitudine estică.
Vecinii comunei sunt: la nord satul Giarmata-Vii și comuna Giarmata, la est - comuna Remetea cu satele Ianova și Bucovăț (spre sud-est), la sud - comuna Moșnita cu satul Moșnița Veche și pădurea Bistra, iar la vest - municipiul Timișoara prin cartierele : Ghiroda - Nouă, Fabric și Pădurea Verde.
Față de Timișoara, comuna se află la mică distanță; astfel pe DN6 Timișoara-București la aproximativ 5 km, dar apropierea este și mai mare ținând cont că marginea comunei spre vest se confundă cu marginea Timișoarei, pe actualele străzi Dunărea și Aleea Ghirodei. Prin nordul comunei Ghiroda trece și Magistrala CFR 900 Timișoara-București la aproximativ 300 metri, unde există și un canton feroviar. Legătura cu satul Giarmata-Vii se face pe drumul ce merge spre Aeroportul Timișoara; drumul merge spre nord-est și imediat ce depășește calea ferată, se bifurcă: la stânga Giarmata-Vii iar la dreapta spre Aeroportul Timișoara și comuna Ianova.

## Demografie
Componența etnică a comunei Ghiroda
     Români (86,67%)
     Maghiari (1,61%)
     Alte etnii (1,56%)
     Necunoscută (10,16%)
Componența confesională a comunei Ghiroda
     Ortodocși (73,67%)
     Penticostali (5,21%)
     Romano-catolici (4,58%)
     Baptiști (1,18%)
     Alte religii (3,25%)
     Necunoscută (12,1%)
Conform recensământului efectuat în 2021, populația comunei Ghiroda se ridică la 8.866 de locuitori, în creștere față de recensământul anterior din 2011, când fuseseră înregistrați 6.200 de locuitori. Majoritatea locuitorilor sunt români (86,67%), cu o minoritate de maghiari (1,61%), iar pentru 10,16% nu se cunoaște apartenența etnică. Din punct de vedere confesional, majoritatea locuitorilor sunt ortodocși (73,67%), cu minorități de penticostali (5,21%), romano-catolici (4,58%) și baptiști (1,18%), iar pentru 12,1% nu se cunoaște apartenența confesională.

## Relief
Geomorfologic, teritoriul comunei Ghiroda face parte din marea Câmpie de Vest (Câmpia Tisei). Partea de nord a teritoriului comunei este situată în zona cîmpiei subcolinare a Vingăi iar partea sudică în lunca propriu-zisă a râului Bega. Partea mai nordică este un pinten, îndreptat spre sud, spre lunca Begăi. Altitudinea câmpiei este cuprinsă între 90-97 metri iar a luncii variază între 90-91 metri, media generală fiind de 93-94 km. ușor înclinată de la nordul comunei spre sud și de la est spre sud-vest. Trecerea de la câmpie spre luncă se face în partea estică, printr-o frunte de terasă de mică înălțime și mai puțin observabilă. Delimitarea, în acest caz, este posibilă doar pe alocuri, numai după stratele litologice. Câmpia prezintă un relief plan cu foarte slabe denivelări sub formă de microdepresiuni largi. În nordul comunei, câmpia este brăzdată de câteva văi mici și înguste cu mici porțiuni plane între ele (Valea Izvorului). Lunca prezintă un relief cu mici diferente de altitudine și numeroase meandre parazite, mai ales pe partea stângă a râului Bega. Trecutul geologic al câmpiei de pe raza comunei este cel al întregii depresiuni panonice rezultată în urma mișcărilor pe verticală și a celor orogenice, urmate de o serie de colmatări și depuneri de depozite marno-argiloase și nisipuri. Peste depozitele sedimentare și lacustre depuse până la începutul cuaternarului, au avut loc noi depuneri aluviale, fluviatile și loessoide, care au generat actuala câmpie. Ultimele depuneri aparțin cuaternarului superior. Lunca de pe teritoriul comunei este caracterizată prin depuneri de nisipuri și mâluri. Roca mamă, care a generat actualele tipuri de soluri este reprezentată de lututri argiloase roșiatice și gălbui, în zona înaltă a câmpiei și de nisipuri sau mâluri, în zona de luncă. Terenurile mlaștinoase și neproductive au fost denumite: Râtul Căricat (rotund), Râtul Stanciului, Păscătoarea, Cotul Barbului, Râtul Icoanei și Boz. Astăzi se mai vorbește doar despre două dintre ele: Cotul Barbului și Boz. La hotarul de sud, dincolo de râul Bega, există o zonă cu sol nisipos, numită Pustă sau Borck.

#### Solurile
Solurile dominante în câmpia înaltă sunt cernoziomurile.
În luncă sunt soluri aluviale, de la mediu humifere până la cele puternic humifere cu procese de gleizare.
Solurile din teritoriul comunei Ghiroda s-au format în două unități geomorfologice diferite (sudul câmpiei înalte a Vingăi și lunca Begăi). În câmpia înaltă, solurile au evoluat pe un relief plan, cu mici forme depresionare; totul pe un material luto-argilos cu apă freatică la mică adâncime, la 3-5 m sau chiar 2-3m, cu precipitații anuale de peste 600 mm/an (31mm/an) și cu o temperatură medie anuală de +10,9°C, toate acestea sub o vegetație de silvostepă, rezultată în urma tăierii unor pâlcuri de pădure, acum 70-80 ani. Aceste condiții specifice au dus la alterarea solului cu reale procese de acumulare a bazelor în argilă și procese de levigare. Datorită microreliefului și a adâncimii mici a apelor freatice, solul reprezentativ este cernoziomul levigat, pe depozite gălbui sau roșcate luto-argiloase.
În micile depresiuni la nordul căii ferate, unde apa freatică este la aproximativ 4m adâncime, solul este ușor pseudogleizat, iar în cele în care apa freatică este la sub 3m adâncime, solurile sunt de tip lăcoviște. Acolo unde apa stagnează mai mult timp, se pot observa și slabe procese de podzolire.
În măsura în care ne deplasăm spre sud, câmpia coboară spre lunca Begheiului, unde pânza de apă freatică este la mică adâncime - uneori la 2m-3m - au loc procese intense de acumulare a humusului saturat cu acizi humici și calciu iar în final, se formează lăcoviștile sau chiar mici porțiuni cu soluri salinizate și solonețuri.
Actuala zonă îndiguită și canalizată a râului Bega, era puternic inundată datorită reliefului slab înclinat, de aceea soluri s-au format pe formațiuni tinere de nisipuri și mâluri și au devenit soluri aluviale mediu sau profund humifere, în trecere spre solurile aluvial cernoziomice. În aceste locuri se întâlnesc frecvent procese de gleizare.
Văile și meandrele părăsite, cu apă freatică la foarte mică adâncime (1m sau chiar mai puțin) sunt actual înmlăștinite. Solonețurile sunt aici, superficiale, iar lăcoviștile sunt puternic solonetizate, gleizarea este profundă (cca 60-65 ha) și sunt și soluri aluviale gleice de mlaștină (cca 130 ha).

#### Flora
Vegetația este de tip silvostepă cu păduri (pădurea Verde și pădurea Bistra). Caracteristic zonei este vegetația ierboasă mezoxerofilă, la câmpia din nord și vegetația hidrofilă în alternanță cu grupări mezofile, în luncă. Speciile lemnoase din pâlcurile de pădure sunt: Stejarul (Stejarul ľ Quercus pubescens și Quercus pedunculiflora), Cerul (Quercus cerris) și mai ales gârnita (Quercus frainetto). Pe lângă acestea se mai găsesc: Frasinul (Fraxinus excelsior), cornul, ulmul și sporadic fagul.
În zona de luncă se întâlnesc specii lemnoase de esență moale, cum ar fi: Salcia (Salix fragilis și Salix alba), Plopul (Populus alba, Populus nigra) și Alunul (Alunus glutinosa).
Vegetația ierboasă, în câmpie, este formată din: Selaria glauca, Selaria Viridis, Cynodon dactylo combinate cu Festuca pseudovina, Festuca sulcata și Lolium perene. În depresiuni se pot întâlni specii higrofile: pipirig (Corex pilosa), Alopecurus pratensis, Plantago major și plantago media.
Vegetația ierboasă din luncă este dominată de Alopecurus pratensis, Festuca sulcata, Corex vulpina, Juncus sp., Potentila rectans și Trifolium hibridum. PorțiuniLE cu solonețuri și salinizări, au și specii halofile: Puccinelia distans și Plantago schwartzenbergian. Depresiunile cu salinizare au și Trifolium fragiferum.

#### Fauna
Fauna este reprezentată de vertebrate rozătoare: Hârciogul (Cricetus sp.), Iepurele de câmp (Iepus europaeus), cățelul pământului (Spalex hungaricus), popândăul (Citelus citelus) iar în ape: vidra de râu (Lutra lutra), bibanul (Perca fluviatilis), șalăul (Sander lucioperca), roșioara (Scardinius erythrophthalmus), somnul (Silurus glanis), știuca (Esox lucius), crapul, cu varietățile sale (oglindă și golaș ľ Cyprinus carpio), carasul sau caracuda (Carassius carassius), plătica (Abramis brama), țiparul (Misgurnus fossilis) și altele. În ape și de-a lungul apelor apar: tritonul (Triturus vulgaris), salamandra (Salamandra salamandra) și numeroase broaște (Rana sp.). Din ce în ce mai rar se întâlnește șarpele de casă (Natrix natrix) și șarpele de apă (Natrix tesselata).
Pe câmp se întâlnesc numeroase șopârle (Lacerta viridis), potârnichi (Perdix perdix), prepelița sau pitpalacul (Coturnix sp.). Dintre păsările răpitoare se întâlnesc, mai des sau mai rar, uliul găinilor (Accipiter gentilis), uliul păsărar (Accipiter nisus) sau migratori ca: șoimul (Falco peregrinus), șoimul rândunelelor (Falco subbutec) și vânturelul roșu (Falco tinnunculus). O altă categorie de păsări, aflate în zona de lângă cele două pâlcuri de pădure, apar: șorecarul (Buteo buteo), huhurezul (Strix), buha sau bufnița (Bubo bubo) și cucuveaua (Athene noctua), fazanul (Phaseanus colchicus), barza (Ciconia Nigra).
Numeroase sunt rândunelele, mai ales lastunul (Apus apus), ca oaspete de vară, cuibărind sub streșinile caselor; cea mai răspândită pasăre este vrabia (Paser domesticus).
Dintre mamifere se întâlnesc, mai ales, vulpea (Canis Vulpes), viezurele (Meles meles), dihorul (Putorius), mistrețul (Sus scrofa), șobolanul de apă (Arvicola terrestris), grupuri de căprioare (Capreolus capreolus), arici (Erinaceus europaeus), cârtița (Talpa europaea).

## Clima
Teritoriul comunei Ghiroda se caracterizează printr-un climat cu precipitații medii anuale de 631mm/mp și temperatura medie anuală +10,9°C. Media temperaturilor în lunile de vară a fost de +20,6°C iar în lunile de iarnă de 0,2°C. Temperatura maximă înregistrată a fost de +40°C (în data de 16 august 1952) iar minima absolută a fost de -29°C (în data de 13 februarie 1935).
Numărul zilelor cu temperatura medie de peste +25°C (zile de vară tropicale) a fost de 100 zile, iar a zilelor tropicale cu temperaturi de peste +30°C a fost de 40 de zile.
Numărul zilelor cu brumă a fost, în medie, de 47,6 zile/an din care: 3,2 zile, în medie, în luna Aprilie, 4,4 zile în luna Octombrie, iar restul zilelor cu brumă a fost în perioada lunilor Octombrie - Aprilie.
Numărul zilelor cu temperaturi sub 0°C este de 91 zile. Numărul zilelor cu precipitații a înregistrat valori medii anuale de 105,9 zile. Ploile torențiale înregistrate au fost deosebite, astfel la data de 14 iulie 1955 au fost 70,4 mm în 503 minute și cu o intensitate de 0,14 mm precipitații pe minut.
Indicele de ariditate "De martonne" a fst de 30,2 iar lunile cu deficit de umiditate sunt: iulie (cu 22,7 mm), august (cu 20,4 mm) și septembrie (cu 21,0 mm). Toate aceste trei luni se află sub limita de uscăciune.
Regimul eolian se caracterizează prin frecvența mai mare a vânturilor din sectorul Nordic, cu 16,9% și din sectorul de Est, cu 15%, iar zilele calme reprezintă 20,9%. Viteza cea mai mare a vântului, înregistrată, a fost de 3,8m/secundă, din sectorul sudic și de 3,4m/secundă din Nord.
Ca o concluzie a climei existente, se pot cultiva pe terenurile aparținând comunei, majoritatea plantelor de cultură, fără a fi necesare irigațiile. Irigațiile sunt necesare doar pentru cultura legumelor sau a unor culturi intensive, în rest, cantitatea de precipitații satisface necesarul de apă din sol.